# 加美郡
加美郡（日语：／ Kami gun */?）是宮城縣的一郡。人口35,068人、面積570.05 km²（2005年）。
現轄有以下2町。
- 色麻町
- 加美町